# Tweede Kamerverkiezingen in het kiesdistrict Tilburg (1888-1918)

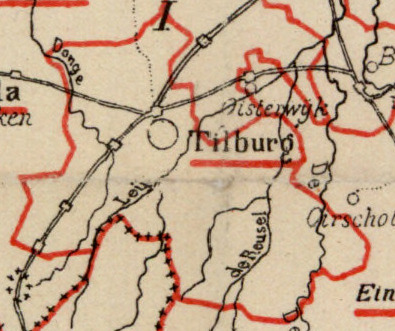
Kiesdistrict Tilburg (1888)

Tweede Kamerverkiezingen in het kiesdistrict Tilburg (1888-1918) geeft een overzicht van verkiezingen voor de Nederlandse Tweede Kamer in het kiesdistrict Tilburg in de periode 1888-1918.
Het kiesdistrict Tilburg was al ingesteld in 1848. De indeling van het kiesdistrict werd gewijzigd na de grondwetsherziening van 1887; tevens werd het kiesdistrict toen omgezet in een enkelvoudig district. Tot het kiesdistrict behoorden vanaf dat moment de volgende gemeenten: Alphen en Riel, Diessen, Goirle, Hilvarenbeek, Moergestel, Oisterwijk, Oost-, West- en Middelbeers en Tilburg.
Het kiesdistrict Tilburg vaardigde in dit tijdvak per zittingsperiode één lid af naar de Tweede Kamer. 
Legenda
- cursief: in de eerste verkiezingsronde geëindigd op de eerste of tweede plaats, en geplaatst voor de tweede ronde;
- vet: gekozen als lid van de Tweede Kamer.

## 6 maart 1888
De verkiezingen werden gehouden na vervroegde ontbinding van de Tweede Kamer.
|                  | 6 maart |
| ---------------- | ------- |
| Kiesgerechtigden | 2.842   |
| Opkomst          | 1.424   |
| Geldige stemmen  | 1.413   |
| Blanco stemmen   | 4       |
| Kandidaten       |         |
| B.M. Bahlmann    | 1.268   |
| J.D. Veegens     | 76      |

## 9 juni 1891
De verkiezingen werden gehouden na ontbinding van de Tweede Kamer.
|                  | 9 juni |
| ---------------- | ------ |
| Kiesgerechtigden | 2.651  |
| Opkomst          | 1.195  |
| Geldige stemmen  | 1.187  |
| Blanco stemmen   | 7      |
| Kandidaten       |        |
| B.M. Bahlmann    | 888    |
| J.F. Jansen      | 224    |
| A.L.A. Diepen    | 41     |

## 10 april 1894
De verkiezingen werden gehouden na vervroegde ontbinding van de Tweede Kamer.
|                  | 10 april |
| ---------------- | -------- |
| Kiesgerechtigden | 2.657    |
| Opkomst          | 789      |
| Geldige stemmen  | 783      |
| Blanco stemmen   | 3        |
| Kandidaten       |          |
| B.M. Bahlmann    | 729      |

## 15 juni 1897
De verkiezingen werden gehouden na ontbinding van de Tweede Kamer.
|                  | 15 juni |
| ---------------- | ------- |
| Kiesgerechtigden | 5.203   |
| Opkomst          | 4.390   |
| Geldige stemmen  | 4.278   |
| Blanco stemmen   | 112     |
| Kandidaten       |         |
| B.M. Bahlmann    | 2.594   |
| A.H.A. Arts      | 1.684   |

## 7 juni 1898
Bernard Bahlmann, gekozen bij de verkiezingen van 15 juni 1897, overleed op 13 mei 1898. Om in de ontstane vacature te voorzien werd een tussentijdse verkiezing gehouden. 
|                     | 7 juni |
| ------------------- | ------ |
| Kiesgerechtigden    | 5.283  |
| Opkomst             | 4.464  |
| Geldige stemmen     | 4.421  |
| Blanco stemmen      | 43     |
| Kandidaten          |        |
| J.F. Jansen         | 2.646  |
| A.H.A. Arts         | 1.569  |
| F.P.J.M. van Dooren | 206    |

## 14 juni 1901
De verkiezingen werden gehouden na ontbinding van de Tweede Kamer.
|                  | 14 juni |
| ---------------- | ------- |
| Kiesgerechtigden | 5.592   |
| Opkomst          | 3.802   |
| Geldige stemmen  | 3.712   |
| Blanco stemmen   | 90      |
| Kandidaten       |         |
| J.F. Jansen      | 3.122   |
| J. Brinkhuis     | 590     |

## 3 december 1901
Johannes Franciscus Jansen, gekozen bij de verkiezingen van 14 juni 1901, overleed op 13 november 1901 nog voor zijn installatie. Om in de ontstane vacature te voorzien werd een naverkiezing gehouden. 
|                             | 3 december | 12 december |
| --------------------------- | ---------- | ----------- |
| Kiesgerechtigden            | 5.592      | 5.592       |
| Opkomst                     | 4.444      | 4.914       |
| Geldige stemmen             | 4.368      | 4.875       |
| Blanco stemmen              | 76         | 39          |
| Kandidaten                  |            |             |
| A.H.A. Arts                 | 1.865      | 2.476       |
| A.L.J. van Waesberghe       | 2.098      | 2.399       |
| A.L.N. van Sloet tot Everlo | 298        |             |
| J.A. Bergmeyer              | 107        |             |

## 16 juni 1905
De verkiezingen werden gehouden na ontbinding van de Tweede Kamer.
|                     | 16 juni |
| ------------------- | ------- |
| Kiesgerechtigden    | 6.459   |
| Opkomst             | 4.623   |
| Geldige stemmen     | 4.543   |
| Blanco stemmen      | 80      |
| Kandidaten          |         |
| A.H.A. Arts         | 3.202   |
| F.P.J.M. van Dooren | 779     |
| A. Mutsaers         | 295     |
| J.A. Bergmeyer      | 267     |

## 11 juni 1909
De verkiezingen werden gehouden na ontbinding van de Tweede Kamer.
|                  | 11 juni |
| ---------------- | ------- |
| Kiesgerechtigden | 7.155   |
| Opkomst          | 5.037   |
| Geldige stemmen  | 4.954   |
| Blanco stemmen   | 83      |
| Kandidaten       |         |
| A.H.A. Arts      | 4.475   |
| H. Spiekman      | 479     |

## 17 juni 1913
De verkiezingen werden gehouden na ontbinding van de Tweede Kamer.
|                  | 17 juni |
| ---------------- | ------- |
| Kiesgerechtigden | 8.598   |
| Opkomst          | 5.659   |
| Geldige stemmen  | 5.583   |
| Blanco stemmen   | 76      |
| Kandidaten       |         |
| A.H.A. Arts      | 4.290   |
| J. van Rijzewijk | 850     |
| J.A. Bergmeyer   | 443     |

## 15 juni 1917
De verkiezingen werden gehouden na ontbinding van de Tweede Kamer.
|                  | 15 juni |
| ---------------- | ------- |
| Kiesgerechtigden | 9.879   |
| Kandidaten       |         |
| A.H.A. Arts      |         |

De zeven in de vorige Tweede Kamer vertegenwoordigde partijen hadden afgesproken in elkaars kiesdistricten geen tegenkandidaten te stellen. Arts was derhalve de enige kandidaat; hij werd zonder nadere stemming gekozen verklaard.

## Opheffing
De verkiezing van 1917 was de laatste verkiezing voor het kiesdistrict Tilburg. In 1918 werd voor verkiezingen voor de Tweede Kamer overgegaan op een systeem van evenredige vertegenwoordiging met kandidatenlijsten van politieke partijen.